# L’Arronge
L’Arronge ist eine Familie, zu der einige bekannte Schauspieler und Schriftsteller gehören.

## Geschichte
Als erster Schauspieler aus der Familie reüssierte Theodor L’Arronge als ein beliebter Possendarsteller und Theaterdirektor. Dessen Sohn Adolph L’Arronge wurde ein bekannter Bühnenautor und begründete das Deutsche Theater in Berlin. Einige ihrer Nachkommen wurden ebenfalls Schauspieler, Regisseure, Musiker oder Autoren.

## Familie (Auswahl)
- Martin Adolph L’Arronge (1807–1887), Theatersekretär am Stadttheater Hamburg und Mitbegründer der Deutschen Bühnengenossenschaft[2]
  - Adolph L’Arronge (1857–1932)
    - Lu L’Arronge (1892–1977), Schauspielerin und Gründerin der „L’Arronge Film GmbH“ in Berlin[3]
- Theodor L’Arronge (1812–1878), Theaterdirektor ⚭ I.: Rosa Eva, geb. Trautmann; II.: Hedwig, geb. Sury, Operettensängerin
  - Adolph L’Arronge (1838–1908), Bühnenautor, Schauspieler, Theaterleiter und Kapellmeister ⚭ Selma, geb. Rottmeyer (1842–1926)
    - Hans L’Arronge (1874–1949), Schriftsteller, Regisseur und Dramaturg ⚭ Else, geb. Mautner (1877–1929)
      - Gerhart L’Arronge (1899–), Sänger, Schauspieler und Schriftsteller ⚭ Lia L’Arronge, geb. Fricke (1903–1991), Schauspielerin, hatte wegen ihres vermeintlich halbjüdischen Ehemannes während der Nazizeit Auftrittsverbot[4]
        - Dieter L’Arronge, Kameramann (* 1931) ⚭ Edda, geb. Ruthenberg, Kostümbildnerin (1930–2014)[5]
          - Andrea L’Arronge (* 1957), Adoptivtochter oder Tochter aus einer früheren Beziehung der Mutter, Schauspielerin und Synchronsprecherin

    - Paula Gertrud L’Arronge (1881–nach 1929) ⚭ 1905/06 I.: Manfredo von Pinelli († 1920), Sohn der Schriftstellerin Ada von Pinelli-Rizzutto, geb. von Treskow; II.: nach 1929 N. N. Kuttner
      - Aldo Manfred von Pinelli (1912–1967), Drehbuchautor und Liedtexter für Kabarett und Film

  - Betty L’Arronge (1845–1936), Schauspielerin
  - Richard L’Arronge (1869–1942), Kapellmeister sowie Schauspieler und Theaterleiter am Theater Regensburg[6] ⚭ Adeline, geb. Lorjé
    - Eva L’Arronge (1907–1996), Schauspielerin, Tänzerin und Hörspielsprecherin

### Nicht exakt zuzuordnen
- Paul L’Arronge (1908–1986), Konditormeister und Besitzer eines Künstlercafés in Hamburg[7] ⚭ Gisela Griffel, Schlagersängerin und Schauspielerin